# The Bridge (album av Ace of Base)
The Bridge är Ace of Base andra album och släpptes i slutet av 1995. Den europeiska versionen innehåller 17 låtar, medan USA-versionen har 15 (de har tagit bort "You & I" och originalversionen av "Lucky Love"). The Bridge var ett framgångsrikt album med ungefär 6,5 miljoner sålda exemplar.[källa behövs]
Albumet spelades in mellan åren 1994 och 1995 i Sverige. Alla medlemmarna bidrog med låtar och man arbetade med producenter som Denniz Pop, Max Martin, Douglas Carr och StoneStream.
Första singeln "Lucky Love" var en topp 10- eller topp 20-hit i hela världen utom i USA och Australien där singeln nådde topp 30. Andra singeln "Beautiful Life" var en topp 20-hit runtom i världen, medan den tredje singeln "Never Gonna Say I'm Sorry" inte nådde samma framgång som de två tidigare singlarna. Även "My Déjà Vu" släpptes som radiosingel i bland annat Sverige och Frankrike.
Ace of Base gjorde en världsomfattande lanseringsturné. De gjorde en en timmes lång konsert i Chile under festivalen i Viña del Mar inför 25 000 fans.

## Låtlista

### Europa (exklusive Storbritannien) och Australien
| Nr  | Titel                         | Kompositör                            | Producent(er)                                  | Längd |
| --- | ----------------------------- | ------------------------------------- | ---------------------------------------------- | ----- |
| 1.  | Beautiful Life                | Jonas Berggren, John Ballard          | Denniz Pop, Max Martin, Jonas Berggren         | 3:39  |
| 2.  | Never Gonna Say I'm Sorry     | Jonas Berggren                        | Denniz Pop, Max Martin, Jonas Berggren         | 3:14  |
| 3.  | Lucky Love                    | Jonas Berggren, Billy Steinberg       | Denniz Pop, Max Martin, Jonas Berggren         | 2:52  |
| 4.  | Edge of Heaven                | Ulf Ekberg, John Ballard, Stonestream | Ulf Ekberg, John Ballard, Stonestream          | 3:49  |
| 5.  | Strange Ways                  | Linn Berggren                         | Linn Berggren, Radiant                         | 4:16  |
| 6.  | Ravine                        | Jenny Berggren                        | Per Adebratt, Tommy Ekman                      | 4:39  |
| 7.  | Perfect World                 | Ulf Ekberg, John Ballard, Stonestream | Ulf Ekberg, John Ballard, Stonestream          | 3:55  |
| 8.  | Angel Eyes                    | Jonas Berggren, Billy Steinberg       | Jonas Berggren, P. Adebratt, T. Ekman          | 3:13  |
| 9.  | Whispers In Blindness         | Linn Berggren                         | Linn Berggren, Zal                             | 4:10  |
| 10. | My Déjà Vu                    | Jonas Berggren                        | P. Adebratt, T. Ekman, D. Carr, Jonas Berggren | 3:22  |
| 11. | You And I                     | Jonas Berggren, Billy Steinberg       | Jonas Berggren                                 | 4:05  |
| 12. | Wave wet Sand                 | Jenny Berggren                        | Jonas Berggren                                 | 3:18  |
| 13. | Que Sera                      | Ulf Ekberg, J. Ballard, Stonestream   | Ulf Ekberg, J. Ballard, Stonestream            | 3:47  |
| 14. | Just 'N' Image                | Linn Berggren                         | P. Adebratt, T. Ekman, Linn Berggren           | 3:07  |
| 15. | Lucky Love (acoustic Version) | Jonas Berggren, B. Steinberg          | Denniz Pop, Max Martin, Jonas Berggren         | 2:52  |
| 16. | Experience Pearls             | Jenny Berggren                        | D. Carr, Bag                                   | 3:57  |
| 17. | Blooming 18                   | Jonas Berggren, B. Steinberg          | Denniz Pop, Max Martin, Jonas Berggren         | 3:38  |

### Japan
1. "Beautiful Life"
2. "Never Gonna Say I'm Sorry"
3. "Lucky Love (Original Version)"
4. "Edge of Heaven"
5. "Strange Ways"
6. "Ravine"
7. "Perfect World"
8. "Angel Eyes"
9. "My Déjà Vu"
10. "You and I"
11. "Wave Wet Sand"
12. "Que Sera"
13. "Just 'N' Image"
14. "Whispers In Blindness"
15. "Experience Pearls"
16. "Blooming 18"
17. "Beautiful Life (Vission Lorimer Club Mix)"
18. "Lucky Love (Armand Van Helden House Mix)"

### Storbritannien
1. "Beautiful Life"
2. "Never Gonna Say I'm Sorry"
3. "Lucky Love [Originalversion]"
4. "Edge of Heaven"
5. "Strange Ways"
6. "Ravine"
7. "Perfect World"
8. "Angel Eyes"
9. "Whispers In Blindness"
10. "My Déjà Vu"
11. "Wave Wet Sand"
12. "Que Sera"
13. "Just 'N' Image"
14. "Experience Pearls"
15. "Blooming 18"

### USA och Sydamerika
1. "Beautiful Life"
2. "Never Gonna Say I'm Sorry"
3. "Lucky Love [Acoustic Version]"
4. "Edge Of Heaven"
5. "Strange Ways"
6. "Ravine"
7. "Perfect World"
8. "Angel Eyes"
9. "My Déjà Vu"
10. "Wave Wet Sand"
11. "Que Sera"
12. "Just 'N' Image"
13. "Experience Pearls"
14. "Whispers In Blindness"
15. "Blooming 18"
16. "Lucky Love [Originalversion]" [bonusspår i Sydamerika]

## Singlar
- Lucky Love
- Beautiful Life
- Never Gonna Say I'm Sorry
- My Deja VU (Radiosingel)
- Angel Eyes (Radiosingel i Kina)

## Demos
Följande låtar spelades in till albumet men har aldrig släppts:
- Stranger to Love
- Look Around Me
- Angel of Love
- Goldeneye (2002 gjorde man en nyinspelning av Goldeneye och döpte om den till The Juvenile. The Juvenile finns med på albumet Da Capo)
- Pearls of Experience - demoversionen av Experience Pearls. Demoversionen är en danslåt medan albumversionen är en ballad.

## Listplaceringar
- Sverige #1
- Mexiko #1
- Ryssland #1
- Indonesien #1
- Danmark #5
- Finland #2
- Frankrike #3
- Schweiz #4
- Ungern #6
- Tjeckien #6
- Japan #16
- Kanada #13
- USA #29
- Tyskland #8
- Norge #20
- Österrike #10
- Holland #17
- Spanien #42
- Australien #46
- Nya Zeeland #28
- England #66

## Guld & Platina
- Sverige Platina
- Schweiz Platina
- Danmark Platina
- Finland Platina
- Nya Zeeland Platina
- Japan Platina
- Canada Platina *2
- USA Platina *2
- Korea Platina *3
- Mexiko Platina
- Kina Platina *2
- Frankrike Platina
- Indonesien Platina
- Filippinerna Platina *2
- Tyskland Guld
- Indien Guld
- Malasiya Guld
- Polen Guld
- Spanien Guld